# Port de Narva-Jõesuu
Le port de Narva-Jõesuu (estonien : Narva-Jõesuu sadam, code EE NJS)  est un port à Narva-Jõesuu en Estonie.

## Présentation
Le port est situé à l'embouchure du fleuve Narva.
Il a une superficie de 1 552,3 m2.
Les bateaux d'une longueur maximale de 24 m, d'une largeur maximale 15,0 m et d'un tirant d'eau maximal de 2,2 m peuvent être accueillis dans le port de Narva-Jõesuu. 
Le port est le dernier port de plaisance sur la côte sud du golfe de Finlande en Estonie. 
La frontière entre l'Estonie et la Russie longe le chenal du fleuve Narva. 
Lors de l'utilisation du port, il faut tenir compte du fait que le fleuve Narva est un plan d'eau frontalier, et donc la police et les gardes-frontières doivent être prévenus afin d'y déplacer des embarcations. 
Il y a un poste frontière et un contrôle des passeports au port.
La circulation sur le plan d'eau frontalier est interdite la nuit.
En 2019, d'importants travaux de rénovation ont eu lieu dans le port. Les travaux ont été financés par le budget du programme central de la mer Baltique, le Fonds européen de développement régional et la ville de Narva-Jõesuu. 
Le quai et le front de mer ont été rénovés, un nouveau quai flottant a été ajouté et les équipements nécessaires à la fourniture des services portuaires ont été ajoutés. La marina rénovée a été inaugurée le 19 mai 2019 et une régate a été organisée en l'honneur de cet événement. 
Le port rénové compte 19 postes d'amarrage, une station essence pour bateaux est opérationnelle.